# 前锋报
《前锋报》是民国人物李静之于1942年在河南南阳创刊的一家民营报纸。前锋报的名字取自中华民国国歌歌词“咨尔多士，为民前锋”中前锋两字。《前锋报》以“仗义执言，为民前锋”为办报宗旨。《前锋报》创刊时期政治河南省遭遇特大旱灾，该报为当时的灾情留下了详实的记录 。《前锋报》对当时河南灾情的报道激怒了中国国民党当局，被要求停刊，但《前锋报》不予理睬，继续出刊。继抗日战争胜利后和国共内战之际，《前锋报》于1947年11月17日停刊。